# 沙湾乡 (洪江市)
沙湾乡，是中华人民共和国湖南省怀化市洪江市下辖的一个乡镇级行政单位。

## 行政区划
沙湾乡下辖以下地区：
沙湾社区、沙湾村、石修村、溪口村、月亮村、光华村、独田村、樱桃溪村、健康村、寨头村、平原村、老屋背村、平阳村、翁田村和升子岩村。